# 鹽湖城校園事件
《鹽湖城校園事件》是一部2007年上映的美國電影，導演為陳士爭，由威望國際股份有限公司出品，改編自美國1991年真實的盧剛事件，講述來自北京成績優異的留美生劉興不滿校方，在校槍殺指導教授等多人。
劇情描述成績優異但家庭貧窮的北京學生劉興（刘烨飾）受到美國當地菁英學生資助者喬安娜（梅莉·史翠普飾）接待，到河谷州立大學就讀宇宙與天文學系，跟隨指導教授夏致力研究太空中的暗物質（Dark Matter）。
劉興表現優異，獲得多位教授及學界的看好，並自覺距離獲得成功與拿下諾貝爾獎的夢想又更進一步。聰明絕頂的他加入學校某個研究計畫團體。在研究過程中，他發現並提出了與指導教授的主張相違悖的想法，並希望藉此作為他的畢業論文。然而他的指導教授不滿自己的理論被學生試圖推翻，屢次駁回劉興新發現的暗物質理論，並試圖勸他放棄，劉興甚至因此無法得到博士學位。
劉興受到強烈的打擊，同時又被暗戀的茶店女服務生拒絕，生活自此完全走樣。他最初的野心與夢想逐漸被這裡的文化差異與嚴重的校園政治粉碎，內心壓抑著強大痛苦與鬱悶，最終在一場校內的專題研討會上，開槍射殺正在演講的傑出中國留學生馮剛，並射殺在場的指導教授及其助理，而後飲彈自盡。